# Struthanthus taubatensis
Struthanthus taubatensis är en tvåhjärtbladig växtart som beskrevs av August Wilhelm Eichler. Struthanthus taubatensis ingår i släktet Struthanthus och familjen Loranthaceae. Inga underarter finns listade i Catalogue of Life.